# یلو گرس
یلو گرس (به انگلیسی: Yellow Grass) یک منطقهٔ مسکونی در کانادا است که در ساسکاچوان واقع شده‌است. یلو گرس ۲٫۶۸ کیلومتر مربع مساحت و ۴۷۸ نفر جمعیت دارد.